# 小林圭
小林圭（こばやし けい、Kei Kobayashi、1977年8月29日 - ）は日本出身のシェフ。パリ1区 に位置するフランス料理店『Restaurant KEI』のオーナー、シェフ。店は2020年にフランス版ミシュランガイドの3つ星を獲得。アジア人シェフとして初めてフランスでミシュランの三つ星を獲得。国籍は日本。
活動期間：1993年-現在        
影響を受けた人：アラン・デュカス、 ジル・グジョン 、ジェラール・ベッソン、パブロ・ピカソ

## 来歴
⻑野県諏訪市の自然豊かな場所で育ち、日本料理の料理人を父に持つことから、幼少期より料理に親しむ。地元・⻑野の「東急ハーヴェストクラブ蓼科」でフランス料理の基礎を学び、21歳で渡仏。南仏の名店「オーベルジュ・デュ・ヴュー・ピュイ」で料理人ジル・グジョンの下で修業。
その後、南仏やアルザス地方のレストランで地方料理を中心に学び、2003年にアラン・デュカスが手がけるパリの3つ星レストラン「プラザ・アテネ」に入社。
2011年、世界的な料理人ジェラール・ベッソンから店を譲り受け、パリの一等地に自身の名前を冠した「Restaurant KEI(レストラン・ケイ)」を開く。翌年2012年には1つ星、2017 年の2つ星を経て、2020年のフランス版ミシュランガイドで、アジア人初の3つ星を獲得。2025年3月31日(月)には6年連続で3つ星獲得の栄誉に輝く。類い稀な美意識と感受性、素晴らしいビジョンを繊細に皿の上で表現する料理が高く評価されている。
2024年12月30日公開の映画『グランメゾン・パリ』の料理監修を行う。

## 年表
- 1992年：長野の「東急ハーヴェストクラブ蓼科」で修業（15歳）
- 1998年：12月に渡仏（21歳）
- 1999年：南仏ラングドック地方のオーベルジュ・デュ・ヴューピュイやアルザス地方のル・セールなど有名レストランで働く[1]
- 2003年：パリの3つ星レストラン、「プラザ・アテネ」で修業
- 2005年：スーシェフ（セコンドに就任）
- 2011年：パリ1区に「Restaurant KEI」をオープン
- 2012年：「フランス版ミシュランガイド」で1つ星を獲得 ／ フランスのガイド本pudloにて今年のシェフに日本人として初めて選出される
- 2017年：「フランス版ミシュランガイド」で日本人オーナーとして初めて2つ星を獲得
- 2018年：フランスの料理人誌“Le CHEF”にて日本人としては世界初の表紙を飾る
- 2019年：Les Grand table du monde に入会(日本人としてフランス本国からの入会は初めてとなる[2]
- 2020年：「フランス版ミシュランガイド」でアジア人初の3つ星を獲得
- 2021年：長野県知事賞受賞
- 2021年：諏訪市より市制施行80周年記念市長表彰特別賞を受賞 ／ 御殿場に「Maison KEI」をオープン
- 2024年：東京に「Héritage by Kei Kobayashi」「KEI Collection PARIS 」「ESPRIT C. KEI GINZA」「ST LOUIS BAR by KEI」をオープン[3]
- 2024年：12月30日に映画『グランメゾンパリ』（La Grande Maison Paris（英語版））公開

## レストラン&シェフ
- Restaurant KEI (レストラン・ケイ)

ジル・グジョンやアラン・デュカスのもとで研鑽を積んだ小林圭がオーナーシェフのレストラン。パリを拠点に世界的に活動する建築家・田根剛に設計を依頼した店内はヴェルサイユ宮殿「鏡の間」を彷彿させる夢空間。アジア人シェフが率いる店として、2020年に史上初めてパリの三つ星を獲得。
- Maison KEI (メゾン・ケイ)

小林圭と、室町時代後期創業の和菓子屋「とらや」がつくるレストラン。食材と水の豊かな静岡・御殿場に構え、“地産地消”をテーマに、素材のおいしさを最大限引き出した“大地の料理”が楽しめるフレンチレストラン。シェフを務める佐藤は、パリの「Restaurant KEI」で小林の右腕として6年間勤務し、薫陶を受けた料理人。
- Héritage by Kei Kobayashi（エリタージュ バイ ケイ コバヤシ）

ザ・リッツ・カールトン東京の45階に位置する「Héritage by Kei Kobayashi(エリタージュ バイ ケイ コバヤシ)」は、東京を舞台に世界に発信する日本の感性を取り入れたガストロノミーキュイジーヌフランセーズ。「Héritage」という言葉はフランス語で「遺産、継承」を意味しますが、そこには、世界に通じる料理としてフランス人が創り出した「遺産=フランス料理」を次の世代へ繋ぐ者として、人々にフランス料理に興味を持っていただくきっかけの場になればという小林圭の想いが込められている。
- KEI Collection PARIS (ケイ・コレクション・パリ)

小林圭のスピリットを受け継いで、素材の力を最大限に引き出すガストロノミックな前菜の数々と、「火入れ」にこだわり抜いた肉や魚、野菜の料理を愉しめるレストラン。コンセプトは“大人の遊び場”で、地上250mから都会の夜景を見下ろすことができる。KEIブランドのレストランとしては初めて「アラカルト形式」を採用。日によって変わる素材の“お品書き”の中から自分自身で料理を選び、自分だけのコースを組み立てる感覚で愉しめる。
- ESPRIT C. KEI GINZA (エスプリ・セー・ケイ・ギンザ)

小林圭と、室町時代後期創業の和菓子屋「とらや」がつくるレストラン。世界中の多様な食文化が集まる東京・銀座で、フランス料理の枠を超えて自由な発想でおいしさを追求する“美食の研究所”。素材と向き合い、素材の声を聴き、お客様の記憶に残る一皿を提供する。
- ST LOUIS BAR by KEI (サンルイ・バー・バイ・ケイ)

ESPRIT C. KEI GINZAと同ビル上階に位置する、1586年創業のフランスのクリスタルメゾン「Saint-Louis(サンルイ)」と小林圭シェフが織りなすバー。伝統に裏打ちされた「Saint-Louis」のクリスタルグラスで提供されるドリンクと共に、小林シェフが創造する料理とデセールを楽しめる。

## スペシャリテ
- ピジョンロッティ ラケ オ コンディモンミソ

鳩をじっくりとローストした小林シェフのスペシャリテ。繊細で詩的とさえいえる料理から、シェフの美意識が伝わってくる。
- 庭園風季節のサラダ

パリ「Restaurant KEI」のスペシャリテ“庭園風季節のサラダ”（ジャルダン・ドゥ・レギューム・クロッカン）は、幾種もの野菜やハーブに、レモンの泡や鱒（ます）の燻製、トマトのソースやルッコラのムースを合わせた一皿。
- ヴァシュラン(デセール)

クリームとメレンゲを組み合わせたフランスの伝統菓子を、斬新かつモダンに生まれ変わらせた「Restaurant KEI」のメインデザート。御殿場「Maison KEI」や銀座「ESPRIT C. KEI GINZA」は共に和菓子の老舗「とらや」とのコラボによって営まれる店だが、ここではあんこを取り入れたヴァシュランも登場。店の代名詞的存在に。

## 挑戦
- 「KEI」をブランドにすること

そしてパティスリーや農園、オーベルジュなど、さまざまなことが考えられるでしょう。「メゾンケイ」が地域活性化を目指すように、料理でできる社会貢献も考えています。
- ブランドとのコラボレーション -オーデマピゲ-

2022年、アジア人初のシェフとしてスイスの名門時計ブランド、「オーデマ ピゲ」のアンバサダーに就任。

## 言葉
- 「フランス料理がなければ、現在の自分はいない」[8]

　出典元：Richesse Digital（2024年4月2日(火)WEB記事より）
- 「パリの『レストラン KEI」を世界一のレストラン、もっといえば“世界一の劇場”にすることです。三つ星を取ったからOKなんじゃなくて、三つ星を取ったからこそできることがある。そして、それを毎日続けていくことが大切なんです[9]。」

　出典元：GOETHE（2024年9月29日(日)WEB記事より）
- 「好きな言葉は“Allez le plus loin（できる限り遠いところへ）”。背伸びをし過ぎない程度にしっかりと前を向いて、着実に歩みを進める。負けず嫌いなので、とにかく登りつめて登りつめて登りつめて、今見えない景色よりももっとはるかに遠くへ行き、新しい景色を見たい。今見えないから面白いのです」[10]

　出典元：THE RAKE JAPAN（2024年10月WEB記事より）
- 「最大のライバルは自分。妥協したら負けた気持ちになるし、今の自分に勝っていくことが大事だと常に思っています[11]。」

　出典元：Esquire（2024年9月28日(土)WEB記事より）

## メディア出演(日本のみ)
TV:
・Crossroad（2014年9月6日(土) 22:30～23:00、テレビ東京）
-パリでオーナーシェフとして店を構えるシェフ小林圭が登場。オープン後1年でミシュランの星を獲得しフランス料理の本拠地で快進撃を続ける小林圭のクロスロードに迫る。
・Crossroad 再放送（2015年2月17日(火) 26:10～26:40、テレビ東京）
-パリでオーナーシェフとして店を構えるシェフ小林圭が登場。オープン後1年でグルメガイドで星を獲得しフランス料理の本拠地で快進撃を続ける小林圭のクロスロードに迫る。
・SWITCHインタビュー　達人達（たち） 「小林圭×澤田秀雄」
（2019年10月26日(土) 22:00〜22:59、デジタル教育1・NHK）
-美食の街パリで外国人オーナーシェフとして初の2つ星を獲得した小林圭。海外旅行会社会長で今もさまざまな新事業に挑戦する澤田秀雄。 
世代の離れた2人が「冒険」を語る 
・news23（2020年1月28日(火) TBSテレビ）
-ミシュラン三つ星に日本人シェフ 史上初の快挙
・SWITCHインタビュー　達人達（たち） 「小林圭×澤田秀雄」再放送
（2020年03月07日(土) 00:00〜00:59、デジタル教育1・NHK）
-2020年1月、美食の街パリで日本人オーナーシェフとして初の三つ星を獲得し注目の小林圭。海外旅行会社会長の実業家・澤田秀雄との対談をアンコール放送！
・プロフェッショナル 仕事の流儀（2020年5月26日(火) NHK総合テレビジョン）
-「特別企画!プロのおうちごはん第4弾」
プロフェッショナルたちが自宅でできる簡単・絶品レシピを紹介する特別企画「プロのおうちごはん」最終章。フランス・パリで日本人初の快挙を成し遂げたフレンチシェフ・小林圭さんをはじめ、山本征治さん、米田肇さんの三つ星料理人が登場。
・Nスタ（2020年6月22日(月) TBSテレビ）
-パリの飲食店 全面営業、日本人初の3つ星シェフも始動
・LIVEしずおか（2022年5月2日(月) SBSしずおか）
-日本人初のフランス版ミシュラン三ツ星獲得 小林圭シェフ 1年ぶりの帰国 御殿場のレストランへ
新聞:
・信濃毎日新聞 朝刊（2021年10月1日(金)）  
-小林圭シェフら、パリで信州アピール　軽井沢の戸枝シェフ国際大会出場に合わせ
・信濃毎日新聞 朝刊（2021年12月21日(火) ）
-三つ星シェフ・小林圭さん表彰も　諏訪市制施行80周年記念し式典
・信濃毎日新聞 朝刊（2023年8月15日(火)）  
-「自分あるのは諏訪のおかげ」　仏三つ星評価小林シェフ　故郷で催し
・日本経済新聞 夕刊（2024年6月6日(木) ）
-小林圭さん　ミシュラン三つ星　5年連続　東京にも新レストラン続々（フォーカス）
・日本経済新聞 朝刊（2024年10月6日(日)）  
-NIKKEITheSTYLE――ファッションブランドのように
雑誌:
・料理王国 8月号(228号)（2013年7月5日(金)）
-パリで活躍する日本人シェフ「Restaurant Kei」小林圭さん
・料理王国 10月号(242号)（2014年9月10日(水)）
-［巻頭インタビュー］小林 圭さん
・料理通信 2014年12月号（2014年11月6日(木)）
-クリエイション魂 ──小林 圭「RESTAURANT KEI」
・料理通信 2017年12月号（2017年11月6日(月)）
-クラシック料理の未来「レストラン・ケイ」小林圭
・文藝春秋 2020年4月号（2020年3月10日(火)）
-15歳の僕が仏三つ星シェフになるまで　小林 圭
・Richesse No.31（2020年3月28日(土)）
-日本人シェフがフランス本国で三ツ星を獲得
・料理王国 2020年5月号（2020年4月6日(月)）
-小林圭がパリに咲かせた大輪の華「Restaurant KEI」
・GQ JAPAN 2020年6月号（2020年4月24日(金)）
-料理人人生のマラソンは、まだまだ終わらない
・婦人画報 2020年6月号（2020年4月30日(木)）
-小林 圭が辿り着いたパリ「三ツ星」への道
・GQ JAPAN 2020年7・8・9月合併号（2020年5月25日(月)）
-A MESSAGE OF HOPE 私たちは、どう生きるか 小林圭
・Forbes JAPAN 2020年8・9月合併号（2020年7月22日(水)）
-時の哲学 オーデマピゲ ロイヤル オーク
・Pen 2020/12/1号（2020年11月16日(月)）
-シェフ・小林圭が考える、時と料理の美しい関係。
・Pen 2020/12/15号（2020年12月1日(火)）
-小林 圭（シェフ）パリで取った3つ星は、世界一へ向かう布石。
・AERA 2021年2月15日号（2021年2月8日(月)）
- 表紙の人 小林 圭シェフ
・料理王国 2021年4月号 （2021年3月10日(水)）
-「Restaurant Kei」小林圭氏が御殿場に新店舗をオープン
・Forbes JAPAN  2021年5月号（2021年3月25日(木)）
-オーデマピゲに魅せられる理由
・Discover Japan 2021年5月号（2021年4月6日(火)）
-とらやがフレンチに？ とらやがフレンチレストランを開業！ Maison KEI
・Esquire 日本版 SPRING / SUMMER 2021（2021年4月24日(土)） 
- 伝統と革新
・婦人画報 2021年7月号（2021年6月1日(火)）
-【新連載】小林 圭 フランス料理の、その先に
・婦人画報 2021年8月号（2021年7月1日(木)）
-小林 圭 フランス料理の、その先に 第二回 真っ赤は夏の色
・婦人画報 2021年9月号（2021年7月30日(金)）
-小林 圭 フランス料理の、その先に 第三回 代表作の理由
・婦人画報 2021年10月号（2021年9月1日(水)）
-小林 圭 フランス料理の、その先に 第四回 10年越しの愛
・婦人画報 2021年11月号（2021年10月1日(金)）
-小林 圭 フランス料理の、その先に 第五回 “クラシック”を創る
・婦人画報 2021年12月号（2021年11月1日(月)）
-小林 圭 フランス料理の、その先に 第六回 白はミステリー
・婦人画報 2022年1月号（2021年12月1日(水)）
-小林 圭 フランス料理の、その先に 第七回 真冬のご馳走
・婦人画報 2022年2月号（2021年12月27日(月)）
-小林 圭 フランス料理の、その先に 第八回 弛まぬ加工の歴史
・料理王国 320号（2022年1月6日(木)）
-パリからの緊急レポート！フレンチの最前線は、今
・婦人画報 2022年3月号（2022年2月1日(火)）
-小林 圭 フランス料理の、その先に 第九回 独自の世界へ飛躍
・婦人画報 2022年4月号（2022年3月1日(火)）
-小林 圭 フランス料理の、その先に 第十回 懐かしの味と桜
・Gen de Art Le Magazine Issue 7（2022年3月20日(日)）
-RESTAURANT KEI レストラン KEI
・婦人画報 2022年5月号（2022年4月1日(金)）
-小林 圭 フランス料理の、その先に 第十一回 記憶に残る香り
・婦人画報 2022年6月号（2022年4月30日(土)）
-小林 圭 フランス料理の、その先に 第十二回 料理は応用芸術
・婦人画報 2022年8月号（2022年7月1日(金)）
-新連載スタート！小林 圭×蜷川実花 いのちと料理
・婦人画報 2022年9月号（2022年7月1日(月)）
-いのちと料理 小林 圭×蜷川実花 第2回 ぶどうと米の赤い輪舞（ロンド）
・婦人画報 2022年10月号（2022年9月1日(木)）
-いのちと料理 小林 圭×蜷川実花 第3回 葉隠れの甘鯛
・婦人画報 2022年11月号（2022年9月30日(金)）
-いのちと料理 小林 圭×蜷川実花 第4回 森で夜空を眺めながら
・婦人画報 2022年12月号（2022年11月1日(火)）
-いのちと料理 小林 圭×蜷川実花 第5回 秘すれば、ご馳走
・婦人画報 2023年1月号（2022年12月1日(木)）
-いのちと料理 小林 圭×蜷川実花 第6回 凍えた大地の黒ダイヤ
・婦人画報 2023年2月号（2022年12月28日(水)）
-いのちと料理 小林 圭×蜷川実花 第7回 海が育む、旨みの宝石箱
・婦人画報 2023年3月号（2023年2月1日(水)）
-いのちと料理 小林 圭×蜷川実花 第8回 〝蒲焼き愛〟をフランス料理に
・婦人画報 2023年4月号（2023年3月1日(水)）
-いのちと料理 小林 圭×蜷川実花 第9回 ベリーのまっ赤な真実
・婦人画報 2023年5月号（2023年4月1日(土)）
-いのちと料理 小林 圭×蜷川実花 第10回 デザートもどきのフォアグラ
・婦人画報 2023年6月号（2023年5月1日(月)）
-いのちと料理 小林 圭×蜷川実花 第11回 初夏のグリーンパワー
・婦人画報 2023年7月号（2023年6月1日(木)）
-いのちと料理 小林 圭×蜷川実花 最終回 皮まで愛して
・Pen 2024年3月号（2024年1月29日(月)） 
-レストランKEI オーナーシェフ 小林圭 シャンデリアの光が店の空気を一変させた
・リシェス No.47（2024年3月28日(木)）
-星の向こうを目指して シェフ小林圭：新たなる高みへ
・ENGINE 2024年11月号（2024年9月26日(木)）
-オーデマピゲのアンバサダーを務める「レストラン ケイ」のオーナー・シェフ。小林圭さん心を満たすモノづくりに魅せられて……。 
・T JAPAN 24年6月号（2024年6月1日(土)）
-JAPAN Introduces BEYOND THE STARS
・ELLE gourmet 2024年7月号（2024年6月6日(木)）
-快進撃の先に目指すのは「KEI」の世界ブランド化
・ENGINE 2024年9・10月号（2024年7月26日(金)）
-時のシェフ、小林 圭の世界／小松めぐみ
・eclat 2024年9月号 （2024年8月1日(木)）
-小林圭シェフ「進化し続けるKEIの世界」
・Pen 2024年12月号 （2024年10月28日(月)）
-特集 100人が語る、100の腕時計  002 シェフ 小林 圭
WEB
・ovninavi.com（2017年3月20日(月)）
-料理と出会い、これまでとこれから。
・料理王国（2020年1月29日(水)）
-祝・日本人初 仏ミシュラン三つ星獲得！レストラン ケイ 小林圭シェフ
・47news.jp（2020年2月12日(水）
-日本人初、仏で三つ星獲得のシェフが語る目標 抱えた重圧、今後も挑戦者 小林圭さんインタビュー
・文藝春秋（2020年4月2日(木)）
-15歳の僕が仏三つ星シェフになるまで
・GQ Japan（2020年6月17日(水)）
-日本人初の在仏3つ星フレンチ・シェフ、小林圭さんを取材！──料理人人生のマラソンは、まだまだ終わらない
・婦人画報デジタル（2021年3月2日(火)）
-パリ「Restaurant KEI」の小林圭シェフに特別インタビュー 「心が潤い、元気になる場所を」
・fujimak（2021年8月19日(木)）
-進化を止めない三つ星シェフが語る、クリエイティブなキッチンとは 前編 Maison KEIに中華レンジを入れた理由
・fujimak（2021年8月19日(木)）
-進化を止めない三つ星シェフが語る、クリエイティブなキッチンとは 後編 Maison KEIのこれからと、フジマックに求めること
・装苑 ONLINE（2022年4月7日(木)）
-世界へ飛び出した日本人 vol.5 小林 圭さん
・HILLS LIFE DAILY（2024年3月22日(金)）
-小林圭シェフの新たな挑戦！ 摩天楼の頂上で味わうグリル＆ガストロノミー〈KEI Collection PARIS〉オープン
・Richesse Digital（2024年4月2日(火)）
-【豪華プレゼント企画も！】星の向こうを目指して。シェフ小林圭、新たなる高みへ
・クーリエ・ジャポン（2024年5月25日(土)）
-「シェフは王さま」パリを制したミシュランシェフ小林圭が狙う次の舞台は日本
・Web LEON（2024年6月2日(日)）
-3つ星小林 圭シェフと「とらや」による“美食の研究所”が目指すのは？
・GQ Japan（2024年6月9日(日)）
-銀座にオープンした「ESPRIT C. KEI GINZA」と「ST LOUIS BAR by KEI」。スターシェフ、小林圭にインタビュー
・VOGUE JAPAN（2024年6月17日(月)）
-「モードの世界のように普遍的な価値を伝え遺したい」──ミシュラン3つ星シェフ、小林圭が考えるレストランの在り方
・Web eclat（2024年8月24日(土)）
-【三ツ星よりもっと先へ。そのパワーとセンスの源】小林圭シェフ「進化し続ける KEIの世界」〈前編〉
・Web eclat（2024年8月25日(日)）
-【三ツ星よりもっと先へ。そのパワーとセンスの源】小林圭シェフ「進化し続ける KEIの世界」〈後編〉
・Esquire（2024年9月28日(土)）
-三つ星シェフ小林圭の料理哲学とその先に目指すものとは。2年ぶりのインタビューで語ってくれたこと

## 書籍
- 小林圭、増井千尋共著 リチャード・ホートン撮影『Kei』Tetra Folio（2014）ISBN 978-2812309359
- 小林圭、増井千尋 共著 リチャード・ホートン撮影『Kei 2』Tetra Folio（2019）ISBN 978-2812318603
- 小林圭、増井千尋 共著 リチャード・ホートン撮影『Kei 3』（2022）Groupe Flammarion（フランス語版）ISBN 978-2080256157